# Haitianische Fußballnationalmannschaft
Die haitianische Fußballnationalmannschaft (Haitianisch-Kreolisch Ekip foutbòl Ayiti, französisch Équipe d'Haïti de football) ist das von der 1904 gegründeten Fédération Haïtienne de Football zusammengestellte Auswahlteam des karibischen Inselstaates Haiti.

## Geschichte
Den bislang größten Erfolg erreichten die haitianischen Fußballer mit der Qualifikation zur Fußball-Weltmeisterschaft 1974 in Deutschland. Hier musste man sich in der Vorrunde Italien (1:3), Polen (0:7) und Argentinien (1:4) geschlagen geben. Beide haitianischen Weltmeisterschaftstore wurden von Emmanuel Sanon erzielt.
2007 konnte die Mannschaft den Caribbean Nations Cup gewinnen. So qualifizierte sie sich für den CONCACAF Gold Cup 2007. Dort kam Haiti aber nicht über die erste Runde hinaus.
Durch Losentscheid bei dem CFU Caribbean Cup 2008 qualifizierte sich Haiti für den CONCACAF Gold Cup 2009. Dort verlor Haiti das Viertelfinale gegen Mexiko mit 4:0.
Im Rahmen der Qualifikation zur Fußball-Weltmeisterschaft 2010 in Südafrika traf das Team in der zweiten Runde der CONCACAF-Zone auf die Niederländischen Antillen. Das Hinspiel endete 0:0, das Rückspiel 1:0 aus haitianischer Sicht. Damit zog die Mannschaft in die dritte Runde ein und traf dort auf Suriname, Costa Rica und El Salvador. Dort schied Haiti jedoch als Gruppendritter aus.

## Turniere

### Weltmeisterschaft
Haiti nahm 13-mal an der Qualifikation für eine WM teil, konnte sich bisher aber erst einmal qualifizieren. In der ewigen Tabelle der WM-Endrundenteilnehmer belegt Haiti den 75. Platz.
| Jahr | Gastgeberland  | Teilnahme bis …    | Letzte(r) Gegner            | Ergebnis | Trainer       | Bemerkungen und Besonderheiten |
| ---- | -------------- | ------------------ | --------------------------- | -------- | ------------- | --- |
| 1930 | Uruguay        | nicht teilgenommen |                             |          |               | Kein FIFA-Mitglied |
| 1934 | Italien        | nicht qualifiziert |                             |          |               | In der Qualifikation in der 1. Runde an Kuba gescheitert, das sich ebenfalls nicht qualifizieren konnte. |
| 1938 | Frankreich     | nicht teilgenommen |                             |          |               | |
| 1950 | Brasilien      | nicht teilgenommen |                             |          |               | |
| 1954 | Schweiz        | nicht qualifiziert |                             |          |               | In der Qualifikation an Mexiko gescheitert. |
| 1958 | Schweden       | nicht teilgenommen |                             |          |               | |
| 1962 | Chile          | nicht teilgenommen |                             |          |               | |
| 1966 | England        | nicht teilgenommen |                             |          |               | |
| 1970 | Mexiko         | nicht qualifiziert |                             |          |               | In der Qualifikation im Finale an El Salvador gescheitert. |
| 1974 | Deutschland    | Vorrunde           | Italien, Argentinien, Polen | 15.      | Antoine Tassy | Nach drei Niederlagen als Gruppenletzter ausgeschieden. Emmanuel Sanon erzielte im Spiel gegen Italien in der 46. Spielminute die Führung für Haiti. Italiens Torwart Dino Zoff war bis zu diesem Zeitpunkt seit dem 20. September 1972 1143 Länderspielminuten lang ohne Gegentor geblieben. |
| 1978 | Argentinien    | nicht qualifiziert |                             |          |               | In der Qualifikation in der 2. Runde wieder an Mexiko gescheitert. |
| 1982 | Spanien        | nicht qualifiziert |                             |          |               | In der Qualifikation im Finalturnier als Gruppenletzter von 6 Teilnehmern gescheitert. |
| 1986 | Mexiko         | nicht qualifiziert |                             |          |               | In der Qualifikation in der 2. Runde an Kanada gescheitert. |
| 1990 | Italien        | nicht teilgenommen |                             |          |               | |
| 1994 | USA            | nicht qualifiziert |                             |          |               | In der Qualifikation in der 1. Runde der Gruppe „Karibik 1“ aufgrund der Auswärtstorregel an den Bermudas gescheitert, die sich ebenfalls nicht qualifizieren konnten. |
| 1998 | Frankreich     | nicht qualifiziert |                             |          |               | In der Qualifikation in der Vorrunde der Gruppe „Karibik 1“ an Kuba gescheitert, das sich ebenfalls nicht qualifizieren konnte. |
| 2002 | Südkorea/Japan | nicht qualifiziert |                             |          |               | In der Qualifikation im Finale der Karibikzone 3 an Trinidad und Tobago gescheitert, das sich ebenfalls nicht qualifizieren konnte. |
| 2006 | Deutschland    | nicht qualifiziert |                             |          |               | In der Qualifikation in der 2. Runde an Jamaika gescheitert, das sich ebenfalls nicht qualifizieren konnte. |
| 2010 | Südafrika      | nicht qualifiziert |                             |          |               | In der Qualifikation in der 3. Runde an Costa Rica und El Salvador gescheitert, die sich ebenfalls nicht qualifizieren konnte. |
| 2014 | Brasilien      | nicht qualifiziert |                             |          |               | In der Qualifikation in der 2. Runde an Antigua und Barbuda gescheitert, das sich ebenfalls nicht qualifizieren konnte. |
| 2018 | Russland       | nicht qualifiziert |                             |          |               | In der Qualifikation schied die Mannschaft in der 4. Runde in der Gruppe B nach Spielen gegen Costa Rica, Panama und Jamaika an dritter Position aus. |
| 2022 | Katar          | nicht qualifiziert |                             |          |               | In der Qualifikation traf Haiti in der ersten Runde auf Belize, Nicaragua, St. Lucia sowie die Turks- und Caicosinseln. Die Mannschaft wurde mit drei Siegen Gruppensieger und qualifizierte sich somit für die zweite Runde, wo sie nach zwei Niederlagen an Kanada scheiterten.             |

### CONCACAF Meisterschaft

#### CONCACAF-Nations-Cup
Ab 1973 diente das Turnier auch als WM-Qualifikation.
- 1963 – nicht qualifiziert
- 1965 – 6. Platz
- 1967 – 5. Platz
- 1969 – nicht zugelassen, da die Anmeldefrist verpasst wurde
- 1971 – 2. Platz
- 1973 – Sieger
- 1977 – 2. Platz
- 1981 – 6. Platz
- 1985 – nicht qualifiziert
- 1989 – nicht teilgenommen

#### CONCACAF Gold Cup
- 1991 – nicht qualifiziert
- 1993 und 1996 – nicht teilgenommen
- 1998 – zurückgezogen
- 2000 – Vorrunde
- 2002 – Viertelfinale
- 2003 und 2005 – nicht qualifiziert
- 2007 – Vorrunde
- 2009 – Viertelfinale
- 2011 – nicht qualifiziert
- 2013 – Vorrunde
- 2015 – Viertelfinale
- 2017 – nicht qualifiziert
- 2019 – Halbfinale
- 2021 – Vorrunde
- 2023 – Vorrunde
- 2025 – Vorrunde

### Karibikmeisterschaft
- 1989 bis 1990 – nicht teilgenommen
- 1991 – nicht qualifiziert
- 1992 bis 1993 – nicht teilgenommen
- 1994 – Vorrunde
- 1995 – nicht teilgenommen
- 1996 – Vorrunde
- 1997 – Zurückgezogen
- 1998 – 3. Platz
- 1999 – 3. Platz
- 2001 – 2. Platz
- 2005 – nicht qualifiziert
- 2007 – Karibikmeister
- 2008 – Vorrunde
- 2010 – nicht qualifiziert
- 2012 – 3. Platz
- 2014 – 3. Platz
- 2017 – nicht qualifiziert

### Copa América Centenario
- 2016 – Vorrunde

## Bekannte Spieler
- Arsène Auguste
- Alexandre Boucicaut
- Fucien Brunel
- Watson Coriolan
- Henri Françillon
- Jean Philippe Peguero
- Jean-Jacques Pierre
- Bruny Pierre Richard
- David Sancius
- Emmanuel Sanon
- Sebastien Vorbe

## Bekannte Trainer
- Antoine Tassy (1973–1974)
- Sepp Piontek (1976–1978)
- Emmanuel Sanon (1999–2000)
- Jorge Castelli (2001–2002)
- Fernando Clavijo (2003–2004)
- Carlo Marcelin (2004–2006)
- Luis Armelio García (2006–2008)
- Sonche Pierre (2008)
- Wagneau Eloi (2008)
- Jairo Ríos (2008–2010)
- Edson Tavares (2010–2011)
- Carlo Marcelin (2011–2012)
- Israel Blake Cantero (2012–2013)
- Marc Collat (2014–2015)
- Patrice Neveu (2015–2016)
- Jean-Claude Josaphat (2016–2017)
- Marc Collat (2017–2021)
- Jean-Jacques Pierre (2021–2023)
- Gabriel Calderón Pellegrino (2023–2024)
- Sébastien Migné (seit 2024)

## Wissenswertes
Wegen des schweren Erdbebens in Haiti 2010 veranstaltete Sat. 1 am 7. März 2010 ein Benefizspiel zwischen der Nationalmannschaft Haitis und der „ran-Allstar-Elf“, betreut von Werner Lorant, in der Augsburger impuls Arena. Dieses gewann Haiti mit 6:2.